# Tunis (mouton)
Le tunis ou l’American Tunis est une espèce ovine américaine à queue grasse. Cette espèce est apparentée à la barbarine tunisienne à la suite de l'importation de ce dernier aux États-Unis en 1799.
La dénomination de « bélier de Tunis » figure en 1776 dans le traité de Buffon (1707-1788).

## Histoire

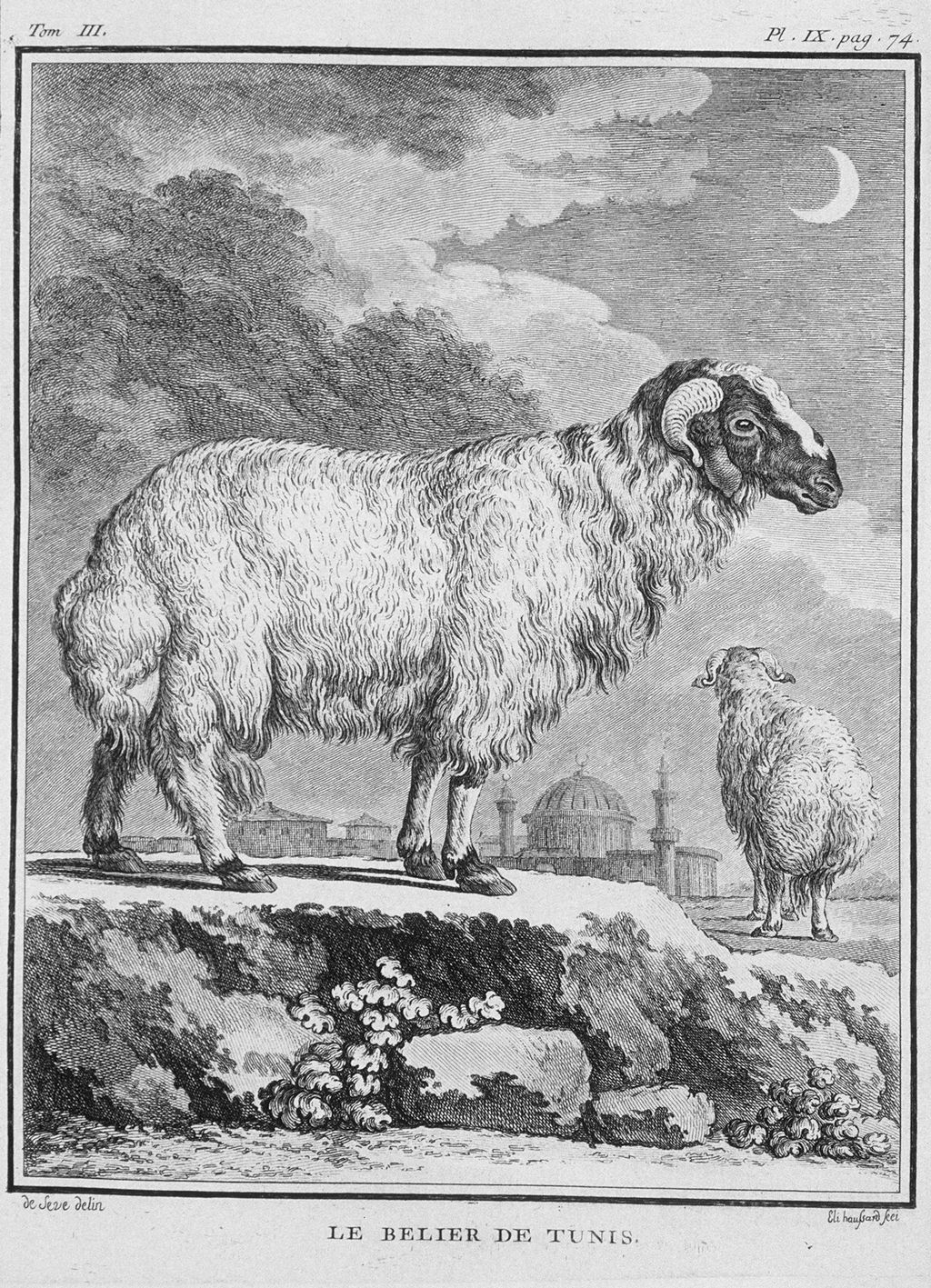
Bélier de Tunis.

En 1799, Hammouda Pacha, bey de Tunis, décide d'envoyer comme cadeau dix moutons de race barbarine à George Washington après la signature d'un traité formel de paix et d'amitié visant à améliorer la relation entre les deux pays. Bien que deux moutons seulement aient survécu au voyage, ils se sont reproduits avec d'autres espèces américaines et ont donné lieu à l'American Tunis, appelé aussi tunis.
En 1896, l'association American Tunis Sheep Breeders Association est fondée par les éleveurs de l'American Tunis.
Le tunis figure actuellement sur la liste des priorités de conservation établie par l’American Livestock Breeds Conservancy et il est ajouté également à l'Arche du goût par le mouvement Slow Food.